# ゲルマナイト
ゲルマナイト(英:Germanite)とは希少なゲルマニウム硫化鉱物で組成はCu26 Fe4 Ge4 S32からなっている。1922年に初めて発見され、ゲルマニウムの含有量の高さに由来して命名された。ゲルマニウムは半導体の製造に重要元素であるが供給源としてはわずかであり、ゲルマニウムは主に閃亜鉛鉱から得られている。 ゲルマナイトには、不純物としてガリウム、亜鉛、モリブデン、ヒ素、バナジウムが含まれている。
主な産地はナミビアのツメブ鉱山で、レニエライト、黄鉄鉱、テナンタイト、エナルジャイト、方鉛鉱、閃亜鉛鉱、ダイジェナイト、ボルナイト、黄銅鉱と結合してドロマイトの熱水多金属鉱床で産出している。アルゼンチン、アルメニア、ブルガリア、キューバ、コンゴ民主共和国、フィンランド、フランス、ギリシャ、日本、ロシア、アメリカからも見つかっている。
| d spacing          | 3.05 | 2.65 | 1.87 | 1.60 | 1.32 | 1.21 | 1.08 | 1.02 |
| relative intensity | 10   | 1    | 7    | 4    | 1    | 2    | 2    | 1    |

## リファレンス
1. ↑  American Mineralogist (1984) 69:943-947
2. 1 2  https://www.mindat.org/min-1681.html Mindat.org
3. ↑  https://webmineral.com/data/Germanite.shtml Webmineral
4. ↑  https://rruff.geo.arizona.edu/doclib/hom/germanite.pdf Handbook of Mineralogy